# Хо Ван Хюинь
Хо Ван Хюинь (вьет. Hồ Văn Huỳnh, род. 1960) — вьетнамский шахматист, национальный мастер.
Один из сильнейших шахматистов Вьетнама рубежа 1980—1990-х гг.
Чемпион Вьетнама 1988 и 1990 гг. На обоих победных для себя национальных чемпионатах представлял город Хаузянг.
В составе сборной Вьетнама участник трёх шахматных олимпиад (1990, 1992 и 1994 гг.; дважды выступал на 1-й доске; в 1990 г. сборная впервые принимала участие в олимпиаде) и командного чемпионата Азии 1991 г.

## Основные спортивные результаты
| Год  | Город    | Соревнование                                           | + | − | = | Результат | Место |
| ---- | -------- | ------------------------------------------------------ | - | - | - | --------- | ----- |
| 1988 | Ханой    | Чемпионат Вьетнама                                     |   |   |   |           | 1     |
| 1990 | Ханой    | Чемпионат Вьетнама                                     |   |   |   |           | 1     |
|      | Нови-Сад | XXIX Олимпиада (сборная Вьетнама, 1-я доска)           | 2 | 4 | 5 | 4½ из 11  |       |
| 1991 | Пинанг   | Командный чемпионат Азии (сборная Вьетнама, 2-я доска) |   |   |   |           |       |
| 1992 | Манила   | XXX Олимпиада (сборная Вьетнама, 1-я доска)            | 3 | 6 | 3 | 4½ из 11  |       |
| 1994 | Москва   | XXXI Олимпиада (сборная Вьетнама, 4-я доска)           | 2 | 6 | 3 | 3½ из 11  |       |
| 2004 | Далат    | Чемпионат Вьетнама                                     |   |   |   |           | [ 5 ] |